# Locustella
Locustella és un gènere d'ocells de la família dels locustèl·lids (Locustellidae).

## Taxonomia
Segons la Classificació del Congrés Ornitològic Internacional (versió 13.2, juliol 2023) aquest gènere conté 23 espècies:
- Locustella lanceolata - boscaler pintat petit.
- Locustella alfredi - matoller dels bambús.
- Locustella fluviatilis - boscaler fluvial.
- Locustella luscinioides - boscaler comú.
- Locustella major - boscaler becllarg.
- Locustella luteoventris - boscaler bru.
- Locustella naevia - boscaler pintat gros.
- Locustella tacsanowskia - boscaler de Taczanowski.
- Locustella accentor - boscaler del Kinabalu.
- Locustella caudata - boscaler cuallarg.
- Locustella castanea - boscaler castany.
- Locustella musculus - boscaler de Seram.
- Locustella portenta - boscaler de Taliabu.
- Locustella disturbans - boscaler de Buru.
- Locustella davidi - boscaler del pare David.
- Locustella kashmirensis - boscaler del Caixmir.
- Locustella thoracica - boscaler pigallat.
- Locustella alishanensis - boscaler de Taiwan.
- Locustella mandelli - boscaler de Mandelli.
- Locustella idonea - boscaler de Da Lat.
- Locustella montis - boscaler de la Sonda.
- Locustella chengi - boscaler de Sichuan.
- Locustella seebohmi - boscaler de Seebohm.

Tanmateix, altres obres com el Handook of the Birds of the World i la quarta versió de la BirdLife International Checklist of the birds of the world (Desembre 2019), el gènere Locustella conté 24 espècies, car consideren les següents divergències taxonòmiques:
- hi afegeixen 6 espècies classificades pel COI al gènere Helopsaltes: H. fasciolatus, H. amnicola, H. pryeri, H. certhiola, H. ochotensis i H. pleskei.[2]
- El matoller dels bambus (L. alfredi) no hi apareix comptat, car el consideren al gènere Bradypterus (B. alfredi).
- El boscarler de Taliabu (L. portenta) no hi apareix comptat, car és una espècie descrita posteriorment a la publicació del HBW (2020).
- 3 espècies que el COI considera com espècies no són comptades pel HBW perquè es classifiquen com a subespècies: el boscaler de Buru i el boscaler de Seram es consideren subespècies del boscaler castany (L. castanea): L. c. disturbans i L. c. musculus, respectivament. Igualment, el boscaler de Da Lat és considetat una subespècie del boscaler de Mandelli (L. mandelli): L. m. idonea.